# Bir Salah
Bir Salah est une ville de l'est de la Tunisie, située dans le gouvernorat de Sfax, entre El Jem et El Hencha. Elle compte une population de 4 638 habitants en 2004.
Elle est connue pour ses oliveraies et son huile ainsi que pour ses nombreuses boucheries longeant la RN1.
Grâce à l'action associative internationale, elle abrite une bibliothèque.